# Willi Ferdinand Fischer
Willi Ferdinand Fischer (* 19. November 1910 in Neumünster; † 9. Dezember 1981 in Lörrach) war ein deutscher Dichter und Schriftsteller.

## Leben
Nachdem Fischer in seiner Heimatstadt die Abiturprüfung abgelegt hatte, studierte er an der Christian-Albrechts-Universität zu Kiel und der Universität Leipzig, Philologie, Literaturwissenschaft, Kunstgeschichte, Theologie und Psychologie. Er absolvierte das Examen als Mittelschullehrer und arbeitete danach als Lehrer an verschiedenen Schulen in Schleswig-Holstein. Er begann zu dieser Zeit mit der Publikation erster Gedichte und Kurzgeschichten und schrieb Buchbesprechungen, Kunst- und Theaterkritiken. Aufgrund der Folgen eines Unfalls im Jugendalter wurde er bereits früh pensioniert. 1939 heiratete er Ruth Binder aus Lörrach und zog 1943 mit ihr nach Lörrach. Er betätigte sich journalistisch und schriftstellerisch. Fischer setzte sich auch für die Burgfestspiele Rötteln ein und organisierte regelmäßig Kunstausstellungen in Bad Bellingen.
Insgesamt veröffentlichte er 13 Bändchen mit Gedichten, Kurzgeschichten und Erzählungen. Seine Gedichte wurden auch vielfach in Zeitschriften abgedruckt. Er erstellte auch eine Broschüre über den Urwaldarzt Theodor Binder, der sein Schwager war. In der Diskussion um die Rolle von Hermann Burte während des NS-Regimes verteidigte er Burtes Haltung.

## Werke
- Und immer dahinter der Blauen, Müllheim 1975
- Blick vom Bergfried : Gedichte um Rötteln, Müllheim 1975
- Im Herbst, 1975
- Gunda Eckmann : eine Erzählung um Liebe, 1976
- Die Schneeflocke. Ein Märchen für größere und große Kinder, 1976
- Die Zweitwohnung in Badenweiler: Kurzgeschichten, 1977
- Auch ich schreie Tor!, 1977
- A propos Hermann Burte : Erinnerungen und Gedanken 1979, 1979
- Sprache in Not. Ein Aufruf zur Rettung, 1979
- Wir wandern aus der Nacht in den Morgen, 1979
- Gesicht und Geist, 1980
- Ich stehe am Strand der Zeit. Gedichte, 1980
- Zwei Aussenseiter: Ernst Barlach und Arnold Krieger, 1981